# Správní obvod obce s rozšířenou působností Jindřichův Hradec
Správní obvod obce s rozšířenou působností Jindřichův Hradec je od 1. ledna 2003 jedním ze tří správních obvodů rozšířené působnosti obcí v okrese Jindřichův Hradec v Jihočeském kraji. Čítá 58 obcí.
Města Jindřichův Hradec a Nová Bystřice jsou obcemi s pověřeným obecním úřadem.

## Seznam obcí
Poznámka: Města jsou vyznačena tučně, městyse kurzívou.
- Bednárec
- Bednáreček
- Blažejov
- Bořetín
- Březina
- Číměř
- Člunek
- Deštná
- Dívčí Kopy
- Dolní Pěna
- Dolní Žďár
- Doňov
- Drunče
- Hadravova Rosička
- Hatín
- Horní Pěna
- Horní Radouň
- Horní Skrýchov
- Hospříz
- Jarošov nad Nežárkou
- Jilem
- Jindřichův Hradec
- Kačlehy
- Kamenný Malíkov
- Kardašova Řečice
- Kostelní Radouň
- Kunžak
- Lásenice
- Lodhéřov
- Nová Bystřice
- Nová Olešná
- Nová Včelnice
- Okrouhlá Radouň
- Pístina
- Plavsko
- Pleše
- Pluhův Žďár
- Polště
- Popelín
- Příbraz
- Ratiboř
- Rodvínov
- Roseč
- Rosička
- Staré Město pod Landštejnem
- Stráž nad Nežárkou
- Strmilov
- Střížovice
- Světce
- Újezdec
- Velký Ratmírov
- Vícemil
- Višňová
- Vlčetínec
- Vydří
- Záhoří
- Zahrádky
- Žďár

## Obyvatelstvo
| Rok  | Obyv.  | ± %    |
| ---- | ------ | ------ |
| 1869 | 70 984 | —      |
| 1880 | 70 541 | −0,6 % |
| 1890 | 68 405 | −3 %   |
| 1900 | 68 135 | −0,4 % |
| 1910 | 67 442 | −1 %   |

| Rok  | Obyv.  | ± %     |
| ---- | ------ | ------- |
| 1921 | 63 220 | −6,3 %  |
| 1930 | 60 379 | −4,5 %  |
| 1950 | 45 740 | −24,2 % |
| 1961 | 44 591 | −2,5 %  |
| 1970 | 43 084 | −3,4 %  |

| Rok  | Obyv.  | ± %    |
| ---- | ------ | ------ |
| 1980 | 46 661 | +8,3 % |
| 1991 | 46 607 | −0,1 % |
| 2001 | 47 138 | +1,1 % |
| 2011 | 46 642 | −1,1 % |
| 2021 | 45 377 | −2,7 % |